# Bāb Abdān
Bāb Abdān (persiska: Bāb ‘Abdān, باب ابدان, باب عبدان) är en ort i Iran.   Den ligger i provinsen Kerman, i den centrala delen av landet, 700 km sydost om huvudstaden Teheran. Bāb Abdān ligger 2 083 meter över havet och antalet invånare är 182.
Terrängen runt Bāb Abdān är kuperad åt sydväst, men åt nordost är den platt. Runt Bāb Abdān är det glesbefolkat, med 15 invånare per kvadratkilometer. Närmaste större samhälle är Shahrak-e Pābedānā, 13,3 km nordväst om Bāb Abdān. Trakten runt Bāb Abdān är ofruktbar med lite eller ingen växtlighet.